# The Yellow Rose of Texas
The Yellow Rose of Texas ist ein Folk-Traditional, das in der ersten Hälfte des 19. Jahrhunderts von einem Komponisten geschrieben wurde, von dem nur die Initialen „J.K.“ überliefert sind, wahrscheinlich aber 1853 von Edwin Pearce Christy. Bekanntheit erlangte das Stück in einer 1955 von Mitch Miller aufgenommenen Version, die in den Vereinigten Staaten ein Nummer-eins-Hit wurde.

## Entstehung des Liedes
Die erste handschriftliche Version des Liedes befindet sich in den Archiven der University of Texas, man vermutet, dass sie um das Jahr 1836 datiert, in dem die Schlacht von San Jacinto stattfand. Die erste gedruckte Ausgabe des Textes erschien 1853 in einem in Philadelphia, Pennsylvania herausgegebenen Liederbuch, die erste Notenausgabe erschien 1858 in New York City, New York. Als Autor waren nur die Initialen „J.K.“ angegeben. Das Stück soll ursprünglich für die Mitte des 19. Jahrhunderts sehr populären Minstrel Shows geschrieben worden sein. Während des Sezessionskriegs von 1861 bis 1865 wurde es von beiden Kriegsparteien unter verschiedenen Versionen verwendet, unter anderem The Gallant Hood of Texas und The Song of the Texas Rangers.

## Version von Mitch Miller
Bill Randle, ein DJ aus Cleveland, Ohio, hatte Anfang der 1950er Jahre die Idee, das Lied als Popsong aufzunehmen. Dies griff Don George auf und arrangierte es mit einem Marsch-Rhythmus. In dieser Version erschien es auf einer Kompilation mit Liedern aus dem Amerikanischen Bürgerkrieg. Diese wiederum weckte das Interesse von Mitch Miller, der das Stück erneut umarrangierte und es mit einer Marschtrommel versah. Es war das erste Mal, dass die Marschtrommel in der Popmusik Verwendung fand. Zufrieden mit seiner Fassung des Stückes, ließ Miller 100.000 Singles pressen. Die Plattenfirma Columbia Records protestierte gegen diesen Alleingang Millers, und er kaufte dem Label die Singles für 15 Cent je Stück ab. Diesen Schritt bereute er nicht, denn die Single erreichte am 3. September 1955 Platz 1 der US-amerikanischen Charts und verkaufte sich über 1 Million Mal.